# Anette Hasselgren
Anna (Anette) Catharina Åbom-Hasselgren, född 1775, död 11 april 1841 var en svensk konstnär.
Hon var dotter till bibliotekarien vid hertig Karls bibliotek John Åbom och Katarina Tillander och syster till Margareta Helena Holmlund, samt från 1817 gift med Gustaf Hasselgren. 
Hon deltog i Konstakademiens utställningar 1802, 1804, 1807 och 1818 med landskap och porträtt som var starkt influerade av Carl von Bredas uppfattning om färg och komposition. 
Hon var postumt representerad med målningar vid Föreningen Svenska Konstnärinnors retrospektiva utställning på Konstakademien 1911. 
Hasselgren är representerad vid  Nationalmuseum i Stockholm.